# Parameiropsis rapiens
Parameiropsis rapiens är en kräftdjursart som beskrevs av Becker 1974. Parameiropsis rapiens ingår i släktet Parameiropsis och familjen Ameiridae. Inga underarter finns listade i Catalogue of Life.